# Belgische kampioenschappen atletiek 1988
In 1988 werden de Belgische kampioenschappen atletiek Alle Categorieën van 2 tot 4 september gehouden in het Heizelstadion te Brussel.

## Uitslagen
| Atleet                  | Prestatie | Onderdeel            | Atlete                | Prestatie |
| ----------------------- | --------- | -------------------- | --------------------- | --------- |
| Patrick Stevens         | 10,69 s   | 100 m                | Ingrid Verbruggen     | 11,51 s   |
| Patrick Stevens         | 21,33 s   | 200 m                | Ingrid Verbruggen     | 23,24 s   |
| Jeroen Fischer          | 46,24 s   | 400 m                | Sonia Van Renterghem  | 54,54 s   |
| Marnix Mabbe            | 1.48,47   | 800 m                | Regine Berg           | 2.09,10   |
| Vincent Rousseau        | 3.40,64   | 1500 m               | Corinne Debaets       | 4.15,83   |
| -                       | -         | 3000 m               | Corinne Debaets       | 9.04,46   |
| Jean-Pierre N'Dayisenga | 13.56,55  | 5000 m               | -                     | -         |
| Jean-Pierre Paumen      | 28.53,88  | 10.000 m             | Marleen Renders       | 34.00,6   |
| -                       | -         | 100 m horden         | Sylvia Dethier        | 13,31 s   |
| Huub Grossard           | 14,07 s   | 110 m horden         | -                     | -         |
| Alain Cuypers           | 50,03 s   | 400 m horden         | Ann Maenhout          | 57,72 s   |
| William Van Dijck       | 8.27,19   | 3000 m steeplechase  | -                     | -         |
| Dimitri Maenhoudt       | 2,08 m    | hoogspringen         | Natalja Jonckheere    | 1,87 m    |
| Marc Maes               | 5,00 m    | polsstokhoogspringen | -                     | -         |
| Eric Van de Vijver      | 7,78 m    | verspringen          | Jacqueline Hautenauve | 6,05 m    |
| Didier Falise           | 16,25 m   | hink-stap-springen   | -                     | -         |
| Noël Legros             | 16,19 m   | kogelstoten          | Marie-Paule Geldhof   | 15,83 m   |
| Jordy Beernaert         | 50,06 m   | discuswerpen         | Marie-Paule Geldhof   | 54,90 m   |
| Jean-Paul Schlatter     | 70,92 m   | speerwerpen          | Martine Florent       | 52,66 m   |
| Marnix Verhegghe        | 66,06 m   | hamerslingeren       | -                     | -         |

1889 · 
1890 · 
1891 · 
1892 · 
1893 · 
1894 · 
1895 · 
1896 · 
1897 · 
1898 · 
1899 · 
1900 · 
1901 · 
1902 · 
1903 · 
1904 · 
1905 · 
1906 ·
1907 ·
1908 · 
1909 · 
1910 · 
1911 · 
1912 · 
1913 · 
1914 · 
1919 · 
1920 · 
1921 · 
1922 · 
1923 · 
1924 · 
1925 · 
1926 · 
1927 · 
1928 · 
1929 · 
1930 · 
1931 · 
1932 · 
1933 · 
1934 · 
1935 · 
1936 · 
1937 · 
1938 · 
1939 · 
1940 · 
1941 · 
1942 · 
1943 · 
1944 · 
1945 · 
1946 · 
1947 · 
1948 · 
1949 · 
1950 · 
1951 · 
1952 · 
1953 · 
1954 · 
1955 · 
1956 · 
1957 · 
1958 · 
1959 · 
1960 · 
1961 · 
1962 · 
1963 · 
1964 · 
1965 · 
1966 · 
1967 · 
1968 · 
1969 · 
1970 · 
1971 · 
1972 · 
1973 · 
1974 · 
1975 · 
1976 · 
1977 · 
1978 · 
1979 · 
1980 · 
1981 · 
1982 · 
1983 · 
1984 · 
1985 · 
1986 · 
1987 · 
1988 · 
1989 · 
1990 · 
1991 · 
1992 · 
1993 · 
1994 ·
1995 · 
1996 · 
1997 · 
1998 · 
1999 · 
2000 · 
2001 · 
2002 · 
2003 · 
2004 · 
2005 · 
2006 · 
2007 · 
2008 · 
2009 · 
2010 · 
2011 · 
2012 · 
2013 · 
2014 · 
2015 · 
2016 · 
2017 · 
2018 · 
2019 · 
2020 · 
2021 · 
2022 · 
2023 · 
2024